# Гьойкюр Оскарссон
Гьойкюр Оскарссон (нар. 5 січня 1915, Рейк'явік, Ісландія — пом. 13 березня 1989) — ісландський футболіст, фланговий захисник.

## Клубна кар'єра
Народився та виріс у Рейк'явіку. Друг дитинства відомого в Ісландії футболіста Альберта Гудмундссона.
На клубному рівні протягом усієї кар'єри виступав за столичний «Вікінгур».

## Кар'єра в збірній
У футболці національної збірної Ісландії дебютував 1946 року в програному поєдинку проти Данії. Став одним із трьох представників «Вікінгура», разом із капітаном Брандуром Бріньйолфссоном і запасним воротарем Антоном Сігурссоном.
Вдруге за збірну зіграв у програному (2:4) поєдинку проти Норвегії. Проте в обох матчах зіграв невдало.

## По завершенні кар'єри
Син та онук перукарів, які добре зарекомендували себе в Рейк'явіку, прийняв управління від свого батька та привів сімейний салон процвітаючим. Помер 1989 року у віці 75 років.